# Macropsis leucasasperae
Macropsis leucasasperae är en insektsart som beskrevs av Chandrasekhara A. Viraktamath 1980. Macropsis leucasasperae ingår i släktet Macropsis och familjen dvärgstritar. Inga underarter finns listade i Catalogue of Life.